# Andrej Blatnik
Andrej Blatnik (* 22. května 1963 Lublaň) je slovinský spisovatel. Vystudoval Univerzitu v Lublani (obory americká literatura a sociologie kultury), kde působí od roku 2009 jako profesor. Pracoval jako redaktor v nakladatelstvích Kmečki glas a Cankarjeva založba a časopise Literatura, byl předsedou poroty Literární ceny Vilenica. Získal Fulbrightovo stipendium.
Patří ke generaci debutující v osmdesátých letech, která byla ovlivněna postmodernismem. Jeho spisovatelským vzorem je Javier Marías. Napsal tři romány a mnoho povídek, literárněvědných esejí a rozhlasových her. Působí také jako překladatel z angličtiny (Stephen King, Paul Bowles, Sylvia Plathová). Získal literární ceny Zlata ptica (1984) a Prešernova cena (2002). Jeho díla byla přeložena do třiceti jazyků včetně češtiny: nakladatelství Periplum v Olomouci vydalo jeho povídkové sbírky Proměny kůží (2002) a Zákon touhy (2004).
V mládí byl baskytaristou punkové kapely.